# Kartofla
Kartofla. Poemko we czterech pieśniach – niedokończony poemat heroikomiczny, autorstwa Adama  Mickiewicza, niewydany za życia artysty, opublikowany w zachowanych częściach po II wojnie światowej w 1949 roku.

## Historia rękopisu i publikacji
Część pierwsza utworu, zaplanowanego na cztery pieśni, została odczytana na posiedzeniu Towarzystwa Filomatów przez Franciszka Malewskiego 4 lutego 1819 roku. Musiała więc ona powstać przed tym terminem. Wiadomo, że w roku 1821 Mickiewicz kontynuował pisanie utworu, nigdy go jednak nie dokończył. Poza kompletną pieśnią pierwszą zachował się niewielki ustęp jednej z kolejnych pieśni, zapewne trzeciej.
Rękopis Mickiewicz przekazał swojemu bratu Aleksandrowi z zastrzeżeniem, aby nigdy nie był on publikowany. Autograf pieśni pierwszej pozostawał w posiadaniu rodziny Aleksandra aż do XX wieku, urywek pieśni trzeciej w 1872 został darowany Muzeum Sztuki Uniwersytetu Jagiellońskiego.
W 1848 roku fragment pieśni pierwszej ukazał się anonimowo w „Echu”, cotygodniowym dodatku do „Gazety Warszawskiej”. Został przedrukowany przez Zenona Przesmyckiego (Miriama) w roku 1911 w 15 numerze „Literatury i Sztuki”, dodatku do „Nowej Gazety”.
O istnieniu rękopisu pisał w 1892 roku, w petersburskim piśmie „Kraj” wnuk poety, Ludwik Gorecki, szersze informacje o utworze zamieścił w artykule O nieznanych utworach Adama Mickiewicza w VII numerze „Pamiętnika Literackiego” za rok 1908 Józef Kallenbach.
Autograf pieśni pierwszej został zakupiony przez redakcję, przygotowującą wydanie Dzieł wszystkich (tzw. „wydanie sejmowe” ukazywało się od 1933 roku) – tekst miał zostać umieszczony w tomie, którego druk przerwano z powodu wybuchu drugiej wojny światowej. Rękopis przekazany przez wydawcę Bibliotece Narodowej w Warszawie uległ zniszczeniu w 1944 roku. Zachowała się jedynie fotokopia jego pierwszej strony, która w 1931 roku została opublikowana w katalogu wystawy „Dni Mickiewiczowskie w Nowogródku”. Udało się natomiast opublikować przed wojną ustęp pieśni trzeciej. Dokonał tego w 1934 roku Adam Bochnak w „Przeglądzie Współczesnym” pod tytułem Nieznany fragment poematu Adama Mickiewicza.
Po wojnie w 1949 roku opublikowano wszystkie zachowane fragmenty Kartofli w „wydaniu narodowym” Dzieł Adama Mickiewicza, przedruk tekstu znalazł się też w „wydaniu jubileuszowym” Dzieł w roku 1955.

## Treść

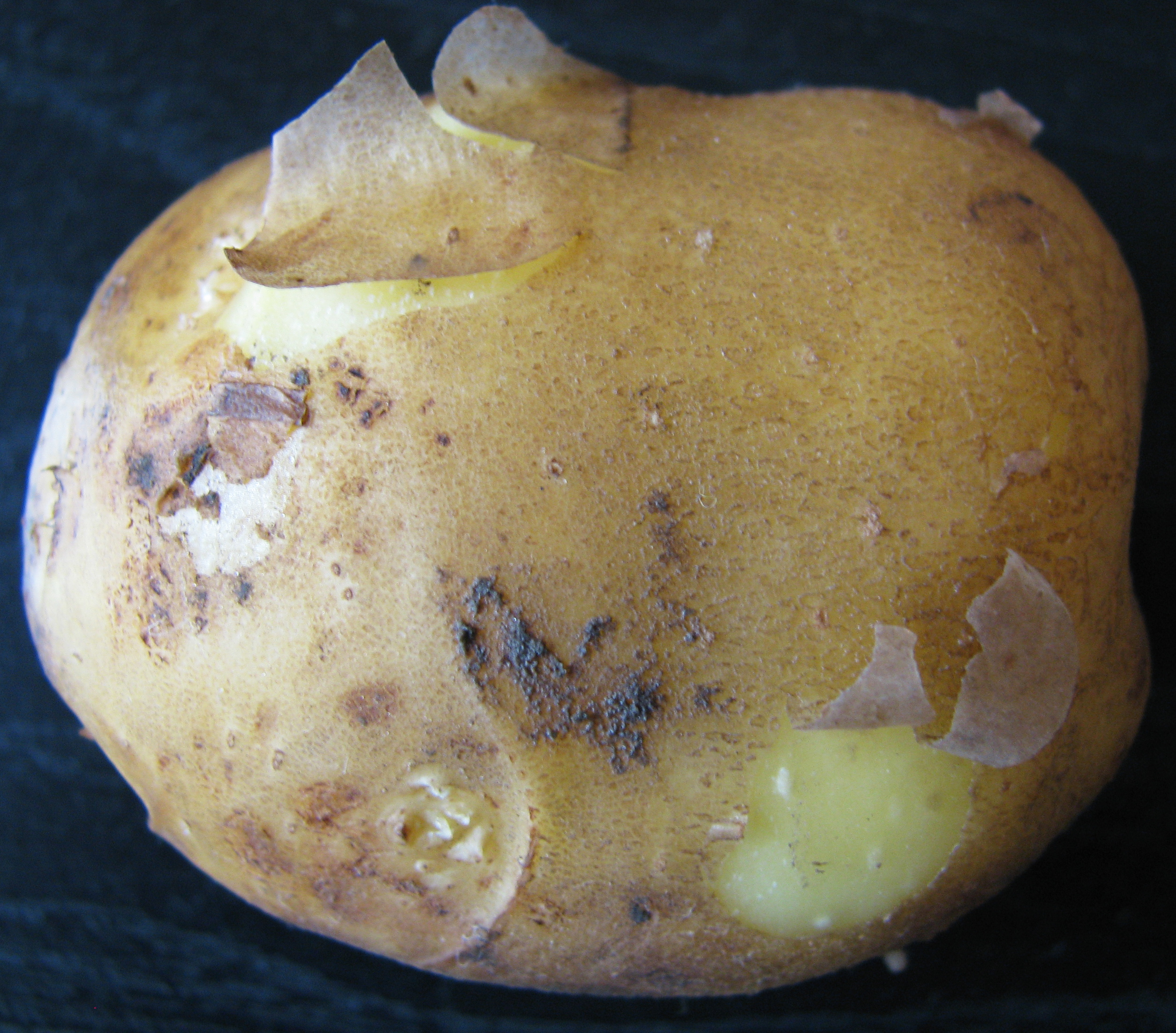
Gotowany kartofel

Pieśń pierwszą rozpoczyna inwokacja skierowana do roślinności pokrywającej Ziemię (O wy, świata ziemskiego cenniejsze okrasy! / Wy: łąki i usiewy, i kwiatki, i lasy). Poeta wychwala jej piękno i opisuje uroki życia na łonie natury, gdy nagle jego pieśń przerywa wydobywający się z pieca kartofel i hałaśliwie domaga się poświęcenia należnej mu uwagi. Wypomina poecie niewdzięczność (jeść mnie nie zapomniałeś, zapomniałeś chwalić). Poeta powraca do swojej pieśni, tym razem uwzględniając w niej niebagatelną rolę ziemniaka.
Narrator opisuje wyprawę Kolumba do nieodkrytych krain za oceanem, do których po wygnaniu z Europy przez religię chrześcijańską przenieśli się bogowie pogańscy. Nie chcieli teraz dopuścić Kolumba do odkrycia Ameryki, gdyż obawiali się, że znów zostaną wypędzeni. Neptun uwięził statki odkrywców, przytwierdził je łańcuchem do dna oceanu, nie pozwalając dalej płynąć, i zebrał bogów na naradę. Jednak nie w jego rękach były losy bohaterów. O wszystkim decydowano w niebie, gdzie Jehowa także zebrał swoich świętych. Na szali ważono korzyści i straty z dopuszczenia Europejczyków do Ameryki. Wśród zysków znalazł się chrzest wielu nieznających Boga oraz wzbogacenie Europy (złoto, srebro, zboża), wolności, których ojczyzną stanie się Ameryka za lat kilkaset; na przeciwnej szali – nowe wojny, śmierć autochtonów, niewolnictwo. Gdy rachunek korzyści i strat zrównał się, święty Dominik wyciągnął ziemniaka, zachwalając jego walory odżywcze, smak, i łatwość uprawy, wyliczał korzyści płynące z przekazania go ludom Starego Świata. Nikt wśród niebian nie miał już wątpliwości i łańcuchy narzucone na karawele przez Neptuna zostały zerwane. Wiatr wypełnił żagle, a bunty wśród załogi ucichły, gdy z wody wyłowiono bulwę ziemniaka, znak, że ląd jest już blisko. Odkrywcy szczęśliwie dotarli do Nowego Świata.
Zachowany urywek pieśni trzeciej opiewa spokój i uroki nowogródzkiej ziemi, wychwala szlachectwo i mądrość rodów ją zamieszkujących, nie zapomina także wspomnieć o uprawach ziemlanki (ziemniaka) na rodzimych gruntach.

## Interpretacja
Kartofla (takim regionalizmem określał Mickiewicz ziemniak) ma swoje źródła w naśladowaniu przez młodego poetę Woltera i parodiuje tradycję antycznego poematu bohaterskiego oraz współczesnych klasycystycznych poematów opisowo-dydaktycznych. Już poczynając od Argumentu (czyli wierszowanego streszczenia pieśni na jej początku), poprzez wzniosłą inwokację, aż do licznych porównań homeryckich, poemat Mickiewicza naśmiewa się z tradycyjnej stylistyki. Opisy rady świętych, pisane w duchu wolterowskim, nie są wolne od antykościelnych złośliwości. Zupełnie jednak serio podchodzi Mickiewicz do opisów przyrody Nowogródczyzny (widać tu prefigurację m.in. inwokacji do Pana Tadeusza). Nie mniej poważnie traktuje stworzoną przez siebie syntezę historiozoficzną, w której eksponuje kluczową rolę ludów i ich dążeń wolnościowych (Król-Lud berłem równym uległych zawładnie / do stóp swoich tyrany staroświeckie pognie / I z wolnej skry w Europie nowe wznieci ognie).